# Rui Bandeira

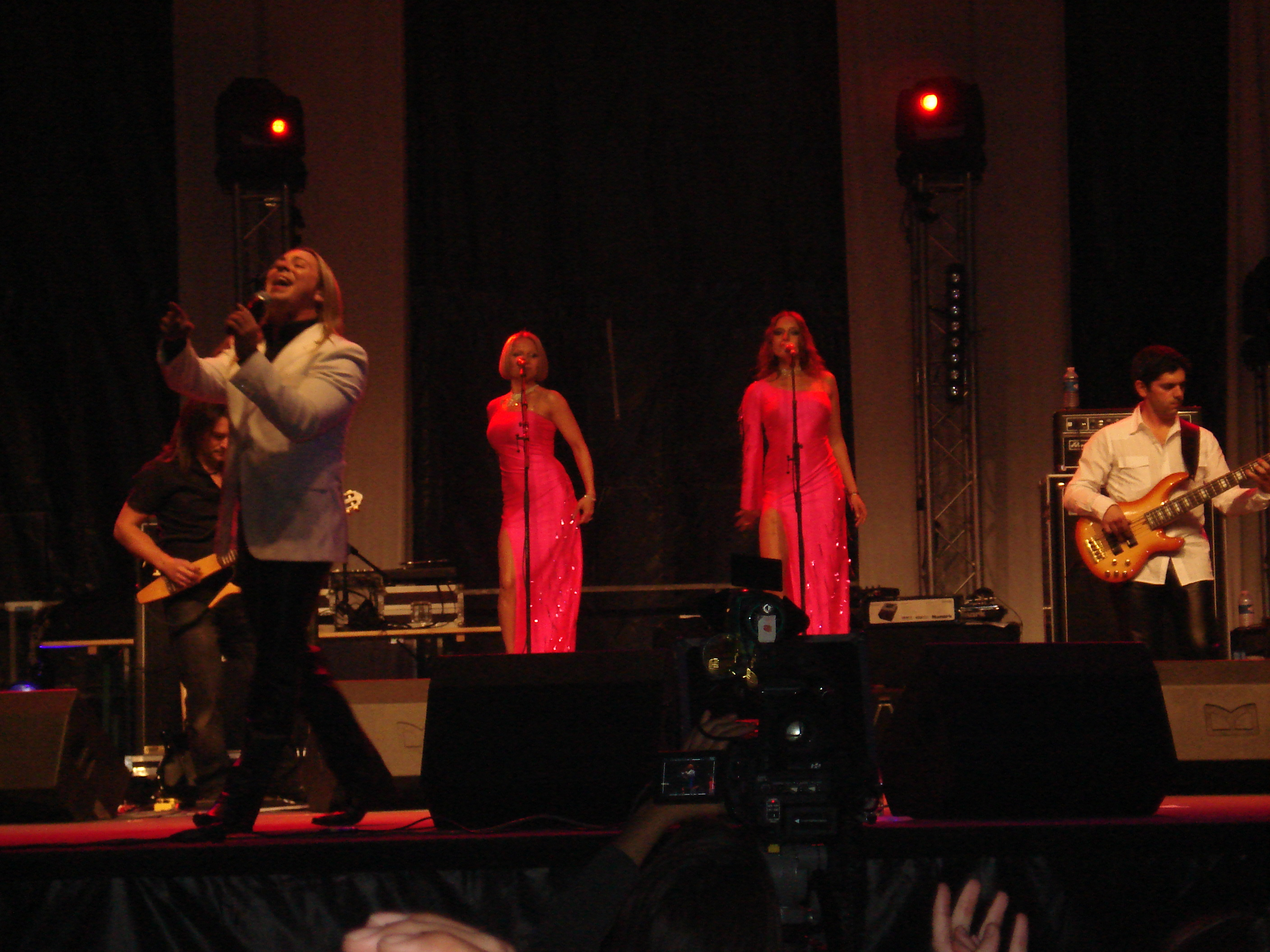
Rui Bandeira pour la fête franco-portugaise à Pontault-Combault le 11 mai 2008

Rui Bandeira est un chanteur portugais né le 25 juillet 1973 à Nampula (Mozambique portugais).
En 1999, il représente le Portugal à l'Eurovision, terminant à la 21e place sur 23 pays participants, avec 12 points obtenus exclusivement grâce au jury français.